# Me'a Sche'arim

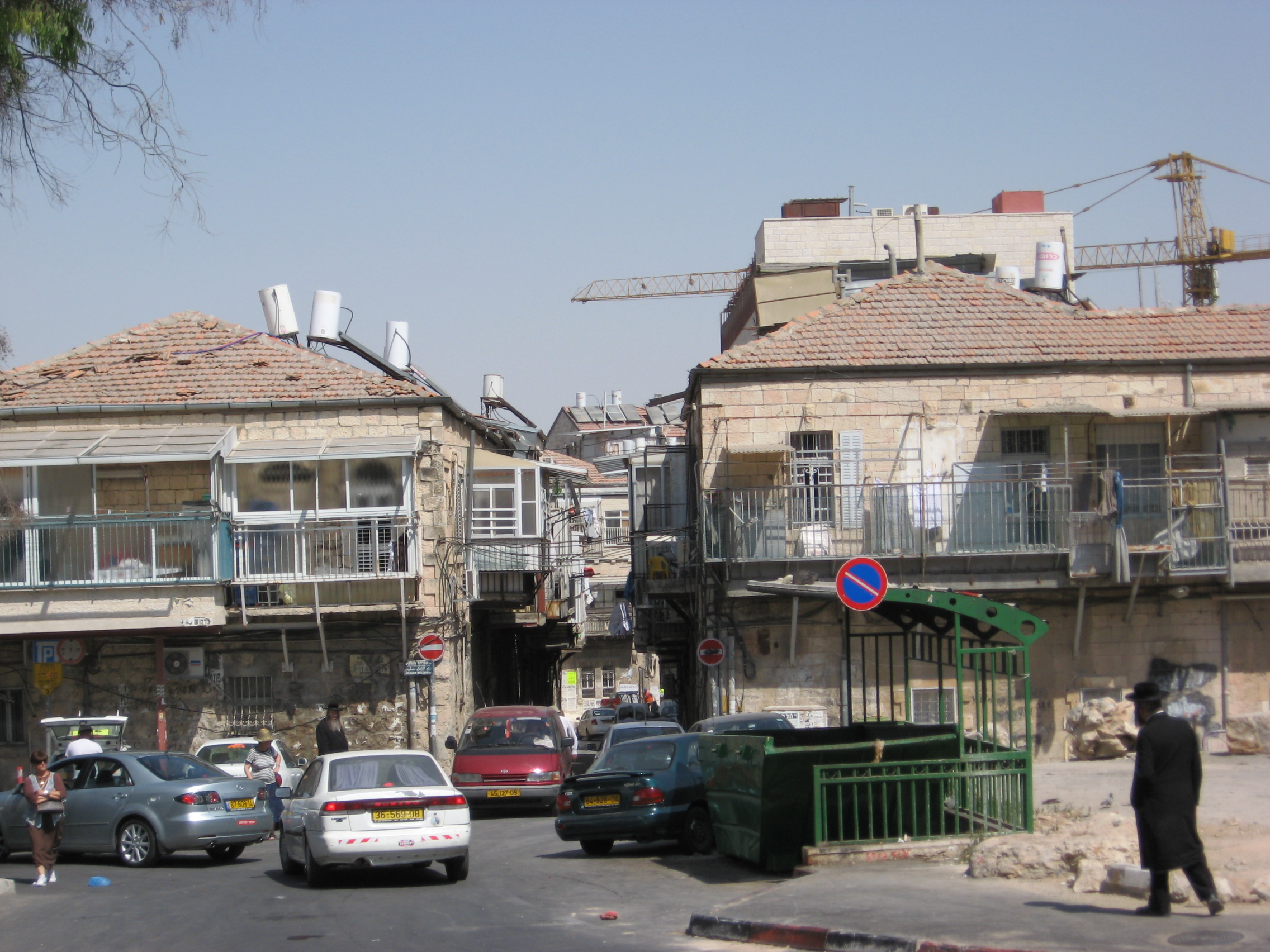
Tradition und Moderne (Aufnahme aus dem Jahr 2006)

Me'a Sche'arim, auch Mea Shearim, in aschkenasischer und jiddischer Aussprache Meye Schorim oder Meye Scheorim (hebräisch מאה שערים, deutsch „hundertfach“, oft als „hundert Tore“ übersetzt), ist eines der ältesten Stadtviertel Jerusalems außerhalb der Altstadt. Es wird hauptsächlich von ultraorthodoxen Juden bewohnt.

## Geschichte
Mit dem Bau der vom deutschen Architekten Conrad Schick entworfenen Wohnanlage Me'a Sche'arim wurde 1874 begonnen. Fromme Juden Jerusalems wollten den engen Verhältnissen in der Stadt entkommen und ließen vor den Toren der Stadt eine als autarke Kooperative angelegte eigene Siedlung errichten. Namensgebend war ein Wort aus dem Wochenabschnitt der Tora, der zum Zeitpunkt der Gründung der Mea Schearim-Gesellschaft gelesen wurde: „Und Isaak säte in seinem Lande und erntete in jenem Jahre hundertfach, denn der Herr segnete ihn.“ (Gen 26,12) 1880 waren die ersten hundert kleinen Wohnungen bezugsbereit, die sich um einen offenen bepflanzten Hof, der später durch Kuhställe ersetzt wurde, gruppierten. Bis zur Jahrhundertwende entstand eine komplexe eigene Kleinstadt mit rund 300 Wohneinheiten innerhalb Jerusalems. Neben orthodoxen Juden aus anderen Teilen Palästinas siedelten sich vor allem halachisch lebende Juden aus Polen und Ungarn in Me'a Sche'arim und seiner unmittelbaren Umgebung an.

## Gegenwart

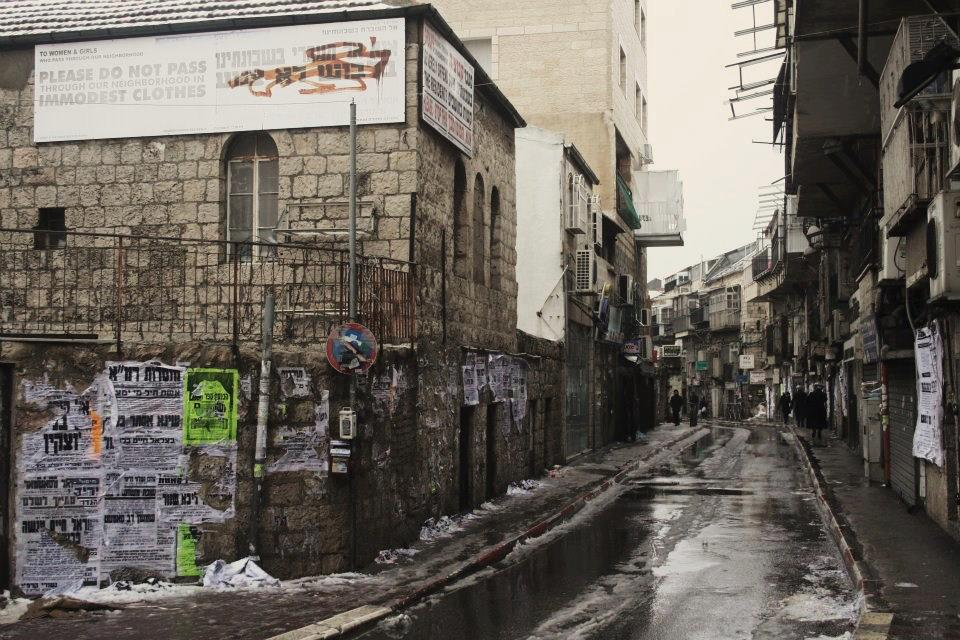
Hauptstraße in Me'a Sche'arim, 2012

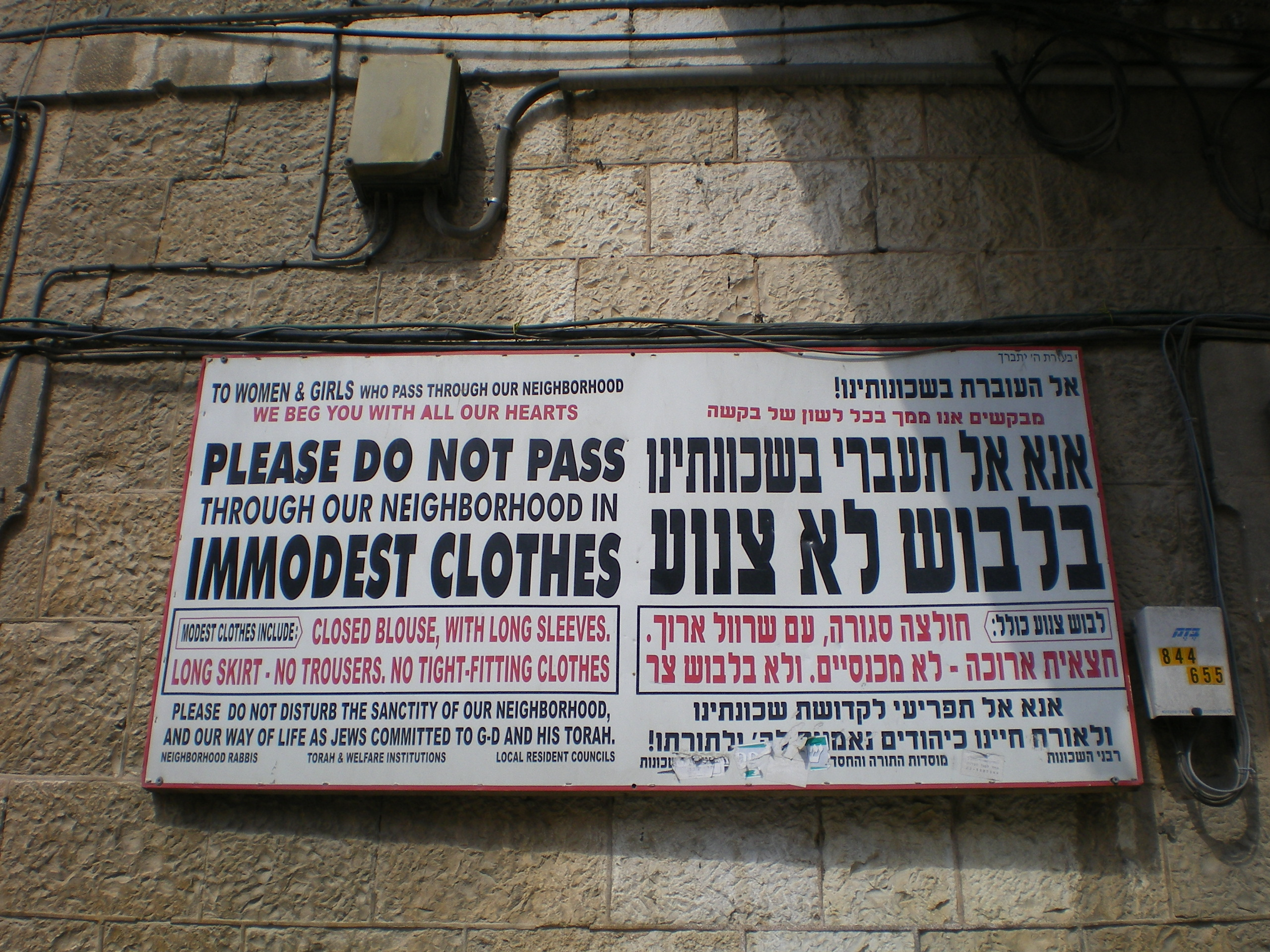
Schild in Me'a Sche'arim

Me'a Sche'arim ist heute ein Viertel im Westteil Jerusalems, wo die Alltagssprache vornehmlich Jiddisch ist. Die Bewohner, welche verschiedenen charedischen, also teils chassidischen und teils misnagdischen Gemeinschaften angehören, halten sich an die traditionelle Auslegung der Tora und an die Mitzwos, die schon seit mehr als 3300 Jahren von Lehrer zu Schüler, Vater zu Sohn und Mutter zu ihren Kindern weitergegeben wird. In Me'a Sche'arim gilt die strikte Einhaltung der Schabbatruhe, der jüdischen Feiertage und der Familienreinheit. Es gilt als bekannt, dass hier die politische Opposition zum Zionismus und zum Staat Israel vorherrscht. Hierzu sei die antizionistische Organisation Neturei Karta aus Me'a Sche'arim erwähnt.
Mea Schearim ist eine Touristenattraktion geworden und findet zunehmend in Reiseführern Erwähnung, denn sein heutiges Erscheinungsbild ist ein guter Einblick in die während des Zweiten Weltkriegs zerstörte Welt der osteuropäischen Stetlech. Mit mehrsprachigen Hinweisschildern wird an den Eingängen zum Viertel auf die de-facto herrschenden Verhaltens- und Kleidungsvorschriften hingewiesen, die auch von Besuchern zu beachten sind. Am Schabbat können Autos im Viertel nicht verkehren, sämtliche von Menschen bediente elektrische Anlagen sind auszuschalten, und das Benutzen von Fotoapparaten, Mobiltelefonen etc. auf der Straße wird von den streng orthodoxen Juden nicht geduldet. Hintergrund dafür ist die Schabbatruhe, in der kein Feuer gemacht werden darf. Im Hinblick auf dieses Gebot der Tora werden der elektrische Funke und der gestartete Automotor dem Anzünden von Feuer gleichgesetzt. Diese Art der Einhaltung der jüdischen Gebote, der Halacha, wurde bis zum Auftreten des Reformjudentums im 19. Jahrhundert von praktisch allen jüdischen Gemeinden praktiziert. Das „Schalten“ elektrischer Anlagen jeder Art, bis hin zum Einschalten der Zimmerbeleuchtung oder dem Funken der Zündkerze eines Autos, ist die Weiterführung dieser alten Tradition in der Moderne.